# Siegfried Lang

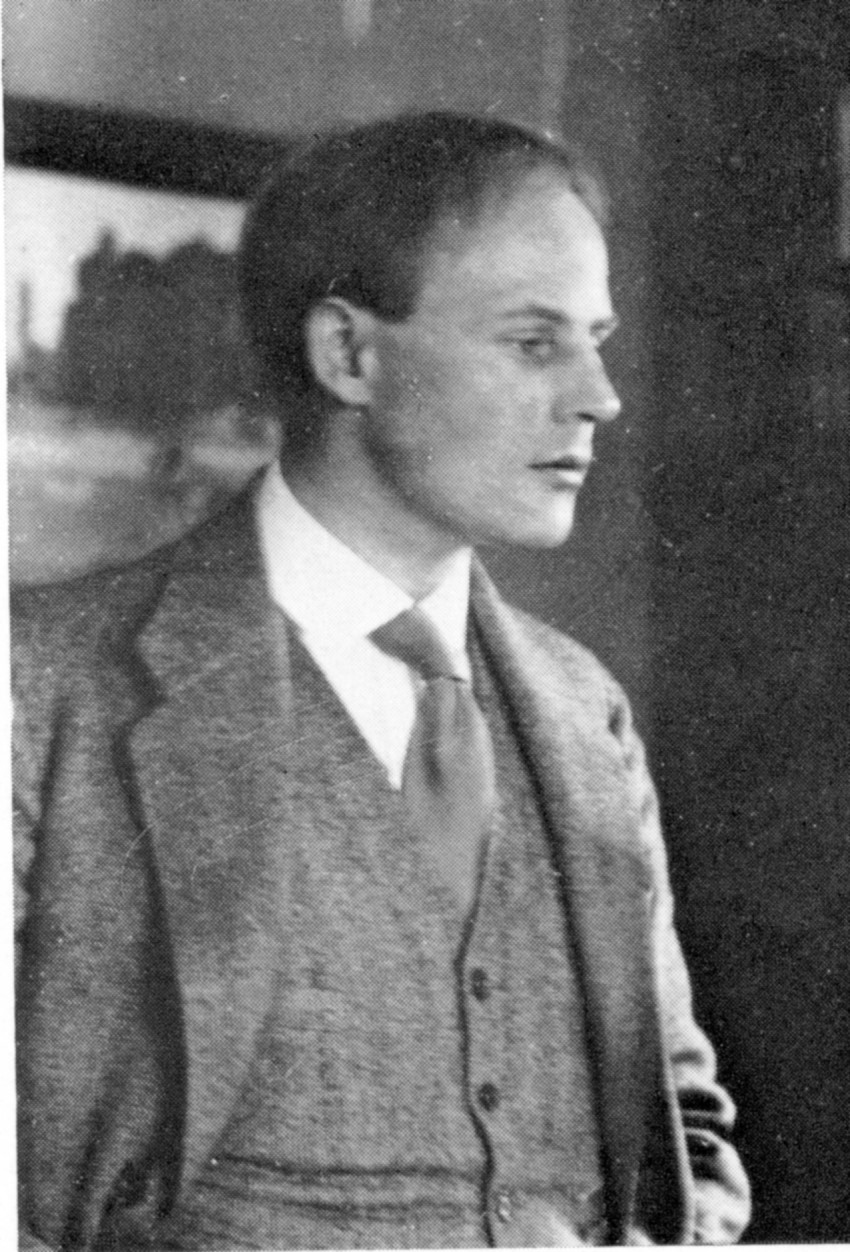
Siegfried Lang um 1914

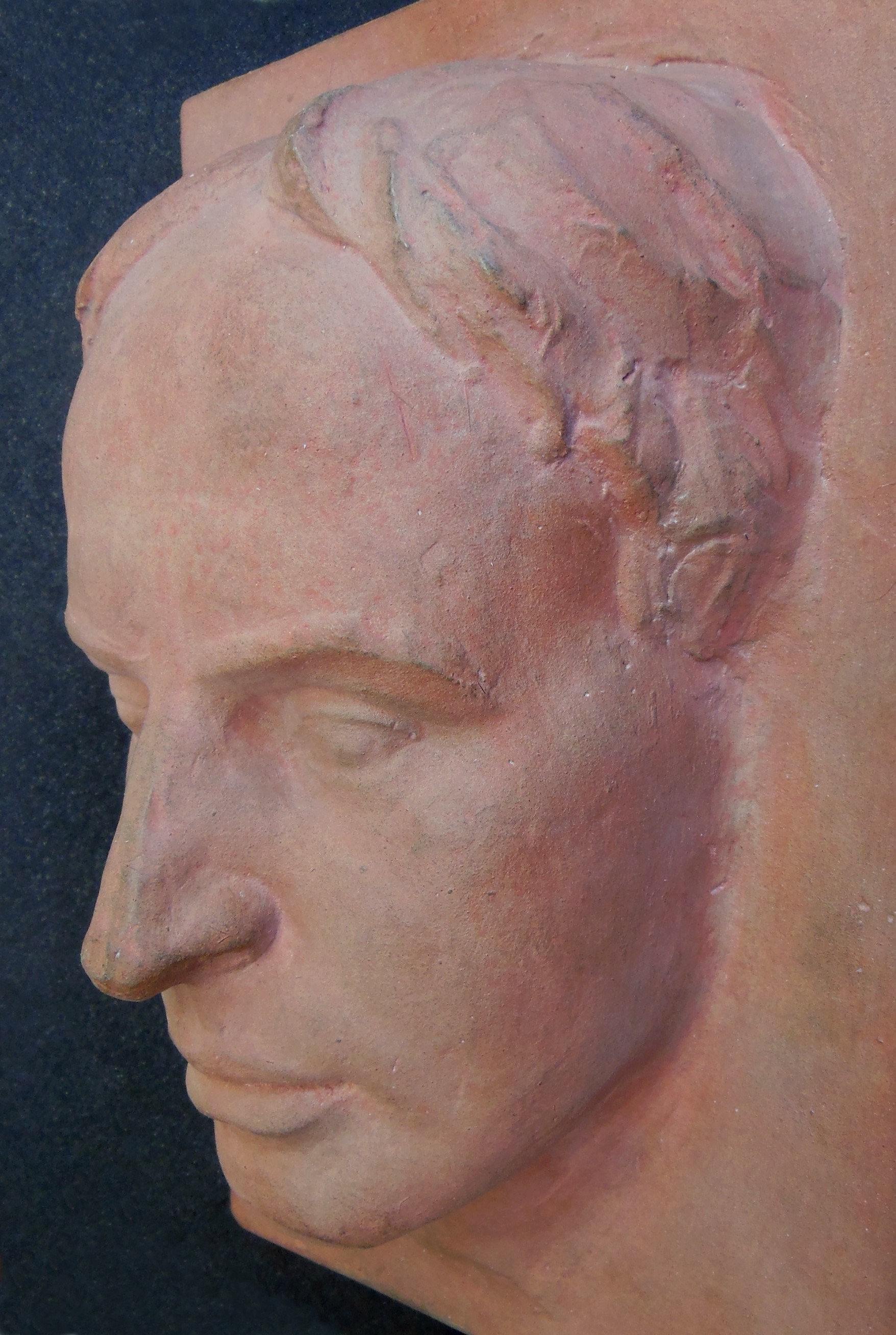
August Suter: Büste Siegfried Lang, Universitätsbibliothek Basel

Siegfried Lang (* 25. März 1887 in Basel; † 25. Februar 1970 ebenda) war ein Schweizer Dichter und Übersetzer.

## Leben
Als Sohn eines Kaufmanns in Basel aufgewachsen, studierte er nach einem Umweg über die Malerei, den er später als Irrtum bezeichnete, Philologie in Basel, Bern und Paris. Er promovierte mit einer Arbeit über Ludwig Amandus Bauers Roman Die Überschwenglichen. Von 1911 bis 1914 war er Dozent für deutsche Literatur an der École normale supérieure in Paris, wo er den englischen Maler Frank Budgen kennenlernte; danach lebte er als Bibliothekar, freier Schriftsteller und Übersetzer in Basel. Lang war von Jugendtagen an eng befreundet mit dem Bildhauer August Suter, der die nebenstehende Büste von ihm schuf. Er hatte offenkundig auch Anschluss an den Kreis, der sich um James Joyce während seines Aufenthalts in Zürich in den Jahren 1916 bis 1918 bildete.
Als Anhänger der «reinen Poesie» und Bewunderer Stefan Georges verkannt, als unschweizerisch, epigonal und unpopulär verschrien, wurde er bis heute kaum beachtet (ebenso wenig wie sein Halbbruder Paul Lang). Er widmete sich als Übersetzer Autoren wie Emily Brontë, Charles Dickens, Daphne du Maurier, Henry Fielding, Edgar Allan Poe oder Henry David Thoreau. Auch die bekannte und anerkannte Übersetzung des Werkes Ich rufe mein Volk (Lamuv Verlag) des Oglala-Medizinmannes Black Elk stammt von Siegfried Lang.

## Auszeichnungen
- 1951 Kunstpreis der Stadt Basel

## Veröffentlichungen

### Originalausgaben
- Gedichte. Eine erste Lese aus den Jahren 1904–06. Francke, Bern 1906.
- Neue Gedichte. Schwabe, Basel 1912.
- Verse 1913–14. Schwabe, Basel 1914.
- Gärten und Mauern. Gedichte. Rhein, Basel 1922.
- Die fliehende Stadt. Gedichte. Orell Füssli, Zürich 1926.
- Versenkungen. Auswahl 1927–1931. Johannespresse, Zürich 1932.
- Elegie. Gedichte. Johannespresse, Zürich 1936.
- Der Engel spricht. Johannespresse, Zürich, 1938.
- Vom andern Ufer. Gesammelte Gedichte in Auswahl 1909–1942. Atlantis, Zürich 1944.
- Gedichte und Übertragung. Johannespresse, Zürich 1950.

### Neuere Ausgaben
- Gedichte. In: Schneider/Lang/Wiesner: Basler Texte Nr. 1. Pharos, Basel 1968.
- Blätterstatt. Gedichte, ausgewählt und mit einem Nachwort von Dieter Fringeli. Reinhardt, Basel 1989, ISBN 3-7245-0652-X.

### Biographischer Essay
- Der Bildhauer August Suter. In: Baselbieter Heimatbuch, 9, 1962, S. 19–32 (mit Werkverzeichnis).

### Herausgeberschaft
- Lesebuch schweizerischer Dichtung. Schweizer Bücherfreunde, Zürich 1938.
  - neu aufgelegt als: Schweizer Dichtung im Querschnitt. Zollikofer, St. Gallen 1940.

### Übersetzungen
- Emily Brontë: Sturmhöhe. München: Manesse 1992, ISBN 3-423-24010-5 (mit einem Nachwort von Siegfried Lang).
- Charles Dickens: Große Erwartungen. Zürich: Manesse 1947.
- Daphne DuMaurier: Gasthaus Jamaica. Zürich 1941.
- Daphne DuMaurier: Die Bucht des Franzosen. Hamburg 1949.
- Henry Fielding: Tom Jones – Die Geschichte eines Findlings. München 1965.
- Edgar Allan Poe: Geheimnisvolle Begebenheiten. Zürich 1956.
- Henry David Thoreau: Walden. Zürich 1945.